# Calamodes submelanaria
Calamodes submelanaria là một loài bướm đêm trong họ Geometridae.